# Johann Gottfried Flegel
Johann Gottfried Flegel, född den 18 maj 1815 i Leipzig, död där den 27 december 1881, var en tysk xylograf.
Flegel ägnade sig som autodidakt åt de bildande konsterna, särskilt träsnideriet, och upprättade i Leipzig en ateljé för xylografi, vilken snart blev berömd. Derifrån utgick bland annat illustrationerna till Hebels Alemannische Gedichte, till Overbecks Pompeji, till Schnorrs Bilderbibel samt träsnitt efter berömda mästare, i trogna kopior, utgivna av Rudolph Weigel. Under senare delen av sitt liv lämnade Flegel nästan uteslutande anatomisk-mikroskopiska avbildningar till medicinska arbeten. Flegel var även en skicklig restauratör av gamla kopparstick, raderingar med mera.